# Aviatik C.I
Aviatik C.I – niemiecki samolot rozpoznawczy z okresu I wojny światowej produkowany od 1915 roku w zakładach Aviatik i Hannover. Dwumiejscowy jednosilnikowy dwupłat o konstrukcji drewnianej. Należał do pierwszej generacji niemieckich samolotów rozpoznawczych (kategorii C) i był jednym z pierwszych ich typów na froncie. Wyróżniał się uzbrojeniem w karabin maszynowy zamontowany w przedniej kabinie, strzelający na boki. Łącznie powstało 548 sztuk.

## Historia
Aviatik C.I był jednym z pierwszych przedstawicieli nowej niemieckiej kategorii C – uzbrojonych samolotów rozpoznawczo-bombowych, zamówionych przez Inspektorat Lotnictwa (Idflieg) z uwagi na wzrastającą częstość spotkań w powietrzu z samolotami przeciwnika. Samolot, o oznaczeniu fabrycznym typu P 25, był pierwszą konstrukcją uzbrojonego samolotu wojskowego firmy Automobil und Aviatik. Stanowił on rozwinięcie udanych dwupłatów klasy B (B.I i B.II), których głównym konstruktorem był Robert Wild. Nowy samolot został uzbrojony w ruchomy karabin maszynowy Parabellum 7,92 mm, obsługiwany przez obserwatora, jednak miał on ograniczone pole ostrzału, gdyż obserwator siedział przed pilotem, w pierwszej kabinie, wewnątrz komory płatów, według klasycznego schematu stosowanego w samolotach klasy B. W tym okresie brak było jeszcze doświadczeń jaki sposób zamontowania broni będzie najlepszy dla najbardziej dogodnego użycia broni i równolegle projektowano samoloty z karabinem maszynowym w tylnej kabinie (jak Albatros C.I). W porównaniu z samolotami klasy B, zastosowano też mocniejszy silnik o mocy 150 KM (Benz Bz.III) lub 160 KM (Mercedes D.III). Dalszym rozwinięciem była wersja C.Ia z poprawioną aerodynamiką kadłuba, której zbudowano jeden samolot, oblatany w maju-czerwcu 1916 roku, stanowiący prototyp samolotu Aviatik C.III.
Oprócz wytwórni macierzystej, lotnictwo niemieckie zleciło we wrześniu 1915 roku produkcję samolotu wytwórni Hannowersche Waggonfabrik, która wcześniej nie zajmowała się produkcją lotniczą. Początkowo produkowano je tam pod oznaczeniem Hannover C.I, następnie ujednoliconym na Aviatik C.I(Han). Samolot produkcji Hannover przeszedł badania dopuszczające w lutym 1916 roku.
Ostatnie zamówienie na 24 bojowe samoloty Aviatik C.I złożono we wrześniu 1916 roku (w zakładach Hannover). Mimo to, w kwietniu 1917 roku, gdy samolot był już przestarzały dla służby frontowej, lotnictwo zamówiło w zakładach Aviatik jeszcze 50 sztuk zmodyfikowanego typu C.I z karabinem maszynowym na obrotnicy w tylnej kabinie, przeznaczonych do treningu (40 z nich plus jeden prototyp zbudowano w nowych zakładach w Leipzig-Heiterblick, a 10 w warsztatach w Bork). Łącznie zbudowano 548 samolotów C.I: 402 w zakładach Aviatik (w tym 350 bojowych C.I, 51 treningowych i 1 C.Ia) oraz 146 w zakładach Hannover.

## Użycie
Samoloty Aviatik C.I pojawiły się po raz pierwszy na froncie w kwietniu 1915 roku, równolegle z samolotami Albatros C.I, jako pierwsze niemieckie samoloty klasy C. Były używane przez lotnictwo niemieckie do rozpoznania fotograficznego, korygowania ognia artylerii i jako lekkie bombowce. Używane też były w składzie eskadr 3-6 samolotów do eskorty nieuzbrojonych samolotów rozpoznawczych. Pozostawały w użyciu na froncie do początku 1917 roku. Na początku 1918 roku istniało nadal ok. 200 samolotów, używanych do szkolenia.
Nietypowe z późniejszego punktu widzenia zamocowanie karabinu maszynowego na szynie na burcie przedniej kabiny powodowało, że pole ostrzału na boki i do góry było ograniczone przez komorę płatów, niemożliwe było też prowadzenie ognia na wprost do przodu i tyłu, a jedynie w kierunkach skośnych. Mimo to, w porównaniu z wczesnymi samolotami z uzbrojeniem w tylnej kabinie, dawało ono pewne możliwości ostrzału w przedniej półsferze (poza silnikiem i kręgiem śmigła), przez co samolot mógł być również używany ofensywnie. Montowano także dwa karabiny maszynowe, dla uniknięcia konieczności przekładania broni. Efektywne użycie uzbrojenia zależało jednak w dużej mierze od manewrowania samolotem przez pilota. Ogólnie pole ostrzału zostało ocenione jako „średnio dobre”; uzbrojenie było wystarczające przy niewielkiej jeszcze intensywności walk powietrznych w 1915 roku i samolot był ogólnie chwalony w jednostkach. 
Polskie lotnictwo nie posiadało samolotów tego typu. Jedyny zachowany wrak samolotu Aviatik C.I nr C227/16 znajduje się w Musée Royal de l’Armée et d’Histoire Militaire w Brukseli, restaurowany od 1978 roku.

## Opis konstrukcji

Silnik Mercedes D.IIIa eksponowany w MLP w Krakowie

Samolot Aviatik C.I był dwumiejscowym dwupłatem o konstrukcji drewnianej. Kadłub kratownicowy – podłużnicowo-wręgowy, drewniany, usztywniany drutem, o przekroju prostokątnym (zaokrąglony na górze), kryty płótnem. Jedynie przód kadłuba w rejonie silnika pokryty był aluminiowymi panelami. Odkryta kabina załogi z osobnymi kokpitami, z przodu stanowisko strzelca/obserwatora, z tyłu pilota. W podłodze kabiny było okienko. Usterzenie było klasyczne, na końcu kadłuba, o konstrukcji z rur stalowych i drewnianych żeber. Skośna wydłużona płetwa statecznika zakończona była sterem kierunku z wyważeniem rogowym o charakterystycznym zaokrąglonym kształcie, zbliżonym do przecinka. Statecznik poziomy ze sterami wysokości miał obrys o kształcie nerkowym. Podwozie samolotu stałe, klasyczne, dwugoleniowe z osią niedzieloną, z tyłu płoza ogonowa. Oś była amortyzowana sznurami gumowymi. Część samolotów miała hamulec szczękowy na osi.
Skrzydła o dużym wydłużeniu, konstrukcji drewnianej, dwudźwigarowe, kryte płótnem. Płaty o obrysie prostokątnym i minimalnym skosie, dolny płat był nieco krótszy. Lotki prostokątne, bez wyważenia, znajdowały się na skrajnych częściach górnego płata. Górny płat miał półeliptyczne wycięcie w krawędzi spływu nad kabiną pilota dla polepszenia widoczności, dolne płaty miały podobne wycięcia w krawędzi spływu przy kadłubie. Komora płatów dwuprzęsłowa – miała dwa rzędy pionowych rozpórek po każdej stronie (po dwie), usztywniona była drutami stalowymi, baldachim podparty na czworonożnym koźle na kadłubie. Dla polepszenia pola ostrzału, druty biegnące od podstawy rozpórek bliższych kadłuba były przymocowane do górnej podłużnicy kadłuba, a nie typowo, do centralnej sekcji górnego płata. Wysokość komory płatów wynosiła 2 m, rozpórki wykonane były z oprofilowanych rur stalowych. 
Napęd stanowił silnik rzędowy 6-cylindrowy Mercedes D.III o mocy 118 kW (160 KM) lub Benz Bz.III o mocy 150 KM. Oba silniki z cylindrami stojącymi, chłodzone cieczą, umieszczone z przodu kadłuba, z odkrytym blokiem cylindrów. Śmigło ciągnące, dwułopatowe, drewniane, bez kołpaka. Cylindry miały wspólny kolektor wydechowy z jedną rurą, wyprowadzoną w formie prostego kominka w górę nad płat. Najwcześniejsze serie samolotów miały chłodnice cieczy na bokach kadłuba, następnie wprowadzono prostokątną chłodnicę umieszczoną pod centralną częścią górnego płata, na przednich zastrzałach kozła. Dwa zbiorniki paliwa umieszczone były wzdłuż burt kabiny obserwatora, stąd paliwo było pompowane do zbiornika opadowego pod górnym płatem, ponadto pod silnikiem był cylindryczny zbiornik zapasowy.
Uzbrojenie stanowił jeden karabin maszynowy mocowany zamiennie na szynie po lewej lub prawej stronie kabiny obserwatora. Spotykano także dwa karabiny maszynowe, jeden po każdej stronie. Typowym karabinem maszynowym był 7,92 mm Parabellum LMG14, stosowano także Bergmann LMG15 nA. W pionowych rurach w kadłubie za kabiną obserwatora samolot mógł przenosić 4 bomby o masie 10 kg.
Charakterystycznym typowym elementem malowania samolotów Aviatik były wczesne niemieckie znaki rozpoznawcze – krzyże kawalerskie malowane także na tarczach kół.